# Cyclosorus caii
Cyclosorus caii är en kärrbräkenväxtart som beskrevs av Ren-Chang Ching och Shing. Cyclosorus caii ingår i släktet Cyclosorus och familjen Thelypteridaceae. Inga underarter finns listade.